# Ulamovo število
Ulamovo število je v matematiki člen celoštevilskega zaporedja. Ta števila je leta 1964 objavil Stanislaw Marcin Ulam v reviji SIAM Review. Standardno Ulamovo zaporedje se začne s členoma U1 = 1 in U2 = 2, ki sta prvi Ulami števili. Potem je za n > 2 splošni člen Un določen kot najmanjše celo število, ki je enolična vsota dveh različnih predhodnih členov.:166-67 Ulam je domneval, da imajo takšna števila ničelno asimptotično gostoto, vendar se zdi, da je njihova naravna gostota približno 0,07396. 47 je na primer Ulamovo število, ker je vsota števil 1 in 47 in nobenega drugega para. 49 ni Ulamovo število ker je vsota dveh poljubnih predhodnih Ulamovih števil dvolična: 49 = 1 + 48 = 2 + 47. 

## Zgledi
3 = 1 + 2 je po definiciji Ulamovo število. Prav tako 4 = 1 + 3 (vsota 4 = 2 + 2 se ne šteje, ker morata biti predhodna člena različna). Celo število 5 ni Ulamovo število, ker vsota ni enolična: 5 = 1 + 4 = 2 + 3. 6 je Ulamovo število, ker pri vsoti 6 = 1 + 5, 5 ni Ulamovo število, in velja 6 = 2 + 4, oziroma 6 = 3 + 3, kar pa ne šteje. Prva Ulamova števila so (OEIS A002858): 
1, 2, 3, 4, 6, 8, 11, 13, 16, 18, 26, 28, 36, 38, 47, 48, 53, 57, 62, 69, 72, 77, 82, 87, 97, 99, 102, 106, 114, 126, 131, 138, 145, 148, 155, 175, 177, 180, 182, 189, 197, 206, 209, 219, ...
Prva Ulamova števila, ki so tudi praštevila so (OEIS A068820):
2, 3, 11, 13, 47, 53, 97, 131, 197, 241, 409, 431, 607, 673, 739, 751, 983, 991, 1103, 1433, 1489, 1531, 1553, 1709, 1721, 2371, 2393, ...
Ulam je raziskoval to zaporedje, ker je »na svojski način poskušal najti 1-D analog za 2-D celični avtomat«.:908 Jud McCranie je leta 2001 preveril, da so med prvimi 40 milijoni Ulamovih števil pari zaporednih števil, kjer sta obe števili para (n, n + 1) tudi Ulamovi števili, le: (1,2), (2,3), (3,4) in (47,48). Ker je 2 edino sodo praštevilo, je (2,3) seveda edini takšen par, da sta obe števili hkrati praštevili. Neil Sloane je leta 2006 postavil domnevo, da je graf Ulamovih števil premica, ki je zelo blizu premici:
{\displaystyle y={\frac {1351}{100}}x\!\,.}

## Posplošitev
Podobno je moč posplošiti drugačna števila z izbiro dveh različnih začetnih vrednosti ((1, 3), (1, 4), (1, 5), (2, 3), (2, 4), (2, 5), ...; {\displaystyle U_{1}<U_{2}}) in z zahtevo, da so členi predhodnih členov razporejeni v danem številu načinov. Takšna zaporedja se imenujejo tudi zaporedja Ulamovega tipa. Če je {\displaystyle U_{1}=2} in {\displaystyle 2\nmid U_{2}} (npr. (2,3), (2,5), ...), bo imelo zaporedje Ulamovega tipa edino en drug sodi člen.